# Oscar von Sydow
Oscar Fredrik von Sydow (Kalmar, 12 de Julho de 1873 — 19 de Agosto de 1936) foi um político da Suécia. Ocupou o lugar de primeiro-ministro da Suécia de 23 de Fevereiro de 1921 a 13 de Outubro de 1921. Von Sydow é conhecido principalmente por ter apresentado a proposta de lei que aboliu a pena de morte na Suécia.

## Biografia
Oscar von Sydow era filho de Henrik August von Sydow, um escrivão do magistrado, e de Euphrosyne Maria Modin. Ele nasceu em Kalmar e foi criado em Norrland. Em 1890, ele foi aprovado no exame de ensino superior e passou a estudar Direito na Universidade de Uppsala. Em 1894, graduou-se com um grau na administração pública.
Em 1906, Sydow foi nomeado subsecretário de Estado no Ministério dos Assuntos Civis e, em 1911, tornou-se governador do condado de Norrbotten. Nos governos de Hjalmar Hammarskjöld e Carl Swartz (1914–1917) foi Ministro da Administração Pública, período durante o qual estabeleceu a Comissão de Desemprego (arbetslöshetskommissionen). Entre 1917 e 1934, ele foi governador de Gotemburgo e do condado de Bohus.
Após a repentina renúncia do primeiro-ministro Louis De Geer em 1921, o rei teve dificuldade em encontrar um candidato disposto a formar um novo governo, pois as eleições se aproximavam. Hjalmar Branting recusou, após ser convidado duas vezes para se tornar primeiro-ministro, e a nomeação foi oferecida a Oscar von Sydow, que aceitou e assumiu o cargo em 23 de fevereiro.
Sydow deu um ultimato de que não lideraria um governo impotente e exigiu que o Partido Social-democrata prometesse apoiá-lo em importantes questões financeiras e de defesa. Apesar de tais acordos, todas as propostas feitas pelo novo governo foram rejeitadas pela oposição e, como resultado, Sydow renunciou em 13 de outubro de 1921. Seu legado duradouro como primeiro-ministro é apresentar o projeto de lei que aboliu a pena de morte na Suécia.
Sydow foi o Marechal do Reino (riksmarskalk) de 1934 até sua morte em 1936.